# Falerii
Falerii è stata un'antica città stato falisca. La città arcaica è nota come Falerii Veteres. I resti archeologici si trovano nell'attuale centro storico di Civita Castellana. In seguito alla sua distruzione a opera dei romani, viene ricostruita nel 241 a.C. dagli stessi Romani, in un altro sito noto come Falerii Novi i cui resti archeologici si trovano a Faleri frazione del comune di Fabrica di Roma nel Lazio. I reperti archeologici sono esposti al Museo Archeologico dell'Agro Falisco, al Museo nazionale etrusco di Villa Giulia e in molte parti del Mondo.

## Storia
Falerii o Falerii Veteres era una città arcaica situata su un pianoro tufaceo tra il fiume Treja e la Valle del Tevere, a circa due km a occidente dell'antico tracciato della via Flaminia e della via Tiberina circa 50 km a nord di Roma. D'influenza culturale etrusco-ellenica, fu alleata durante le campagne militari romane repubblicane condotte da Marco Furio Camillo con le città arcaiche di Capena, Veio e l'insediamento arcaico di Poggio Sommavilla-Foglia.
Secondo una leggenda, era stata fondata da coloni provenienti da Argo e l'asserzione di Strabone che i Falisci, fossero di origine diversa dagli Etruschi è dimostrata dalla lingua delle iscrizioni trovate qui.
Secondo lo storico Dionigi di Alicarnasso essa fu fondata dai Siculi, a cui successivamente fu strappata dai Pelasgi, che vi si insediarono.
Ciò nonostante è probabile che Falerii, trovandosi per secoli accanto ad aree di influenza etrusca, sia entrata a far parte in epoca tarda della lega etrusca, quando le prime lucumonie dell'Etruria meridionale caddero contro Roma. Le guerre fra Romani e Falisci sembrano essere state frequenti. A una delle prime appartiene la leggenda del maestro di scuola che voleva consegnare i suoi ragazzi a Camillo; ma questi rifiutò la sua offerta e subito dopo gli abitanti della città si arresero. Alla fine della prima guerra punica, i Falisci si sollevarono, ma la città fu subito riconquistata (241 a.C.) e perse metà del proprio territorio.
Ci furono due guerre e Roma ebbe la meglio in entrambe. A seguito dell'ultima guerra, Falerii fu distrutta, ricostruita in pianura e ribattezzata Falerii Novi. In essa furono trasferiti i superstiti della cruenta conquista romana.
Dopo questi eventi Falerii appare raramente nella storia. Divenne una colonia (Junonia Faliscorum) forse sotto Augusto. Ci furono vescovi di Falerii fino al 1033, quando la desertificazione del posto a favore del sito precedente (e attuale) fece sì che l'insediamento si trasferisse poi completamente nella precedente e più sicura ubicazione; l'ultima menzione di Falerii Novi sulle fonti letterarie data al 1064 d.C.

## Localizzazione

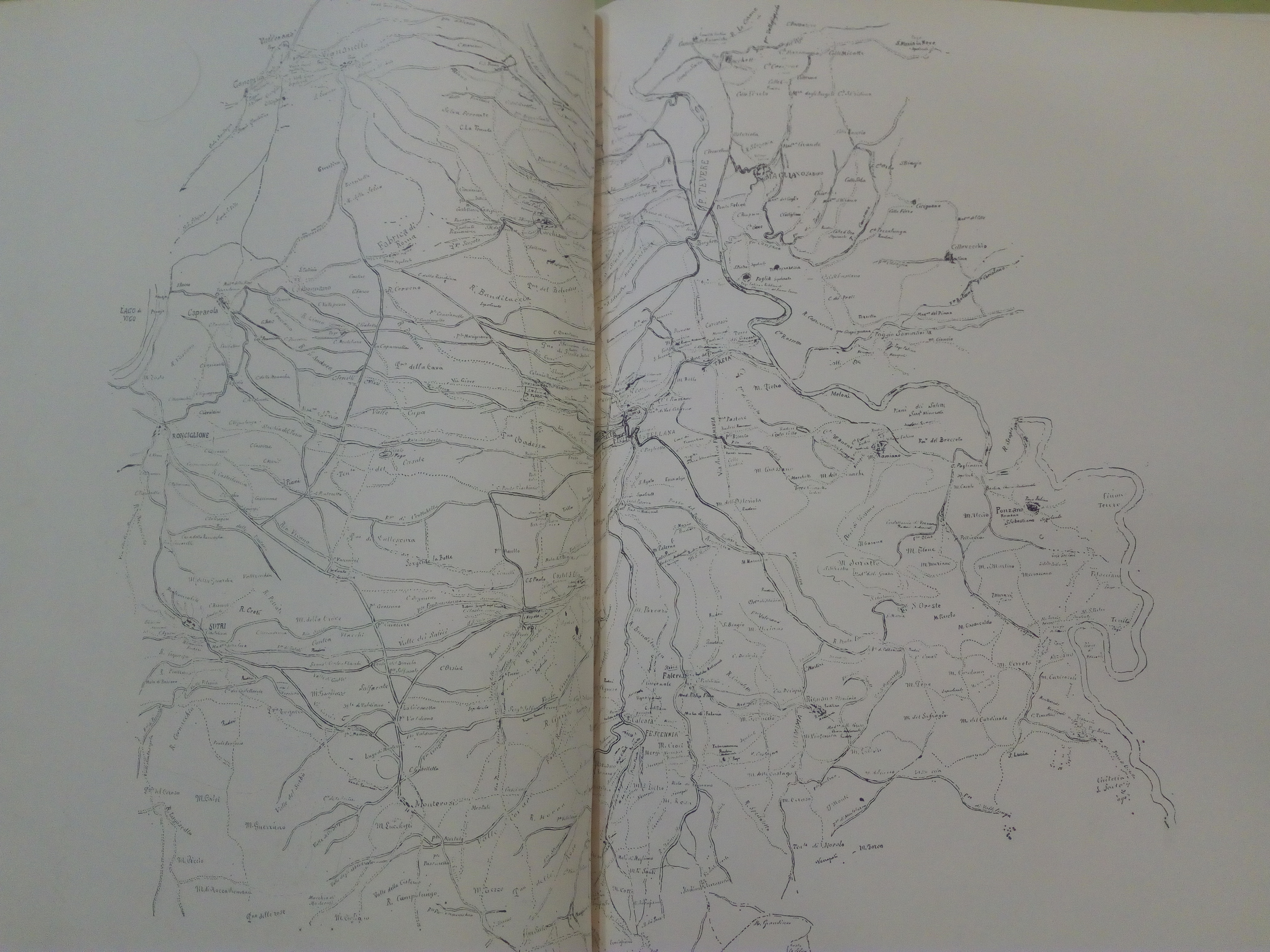
Carta archeologica Falerii e la sua regione rilevata dai Sepolcreti

Giovanni Zonara, uno studioso proveniente dall'impero romano d'Oriente del XII secolo afferma che la città antica, costruita su una collina ripida, fosse stata distrutta e un'altra costruita su un luogo più accessibile in pianura. La descrizione dei due luoghi concorda bene con la teoria diffusa che la città originale occupasse il sito dell'attuale ''Civita Castellana e che le rovine di Falerii Novi siano quelle della città romana che era stata così trasferita di ca. 5 km a nord-ovest.
Il sito originale di Falerii (conosciuto in letteratura come Falerii Veteres) è un plateau, di circa 1100 metri per 400, non più elevato del territorio circostante (ca. 154 metri) ma separato da esso da gole profonde più di 60 m e collegato solo dal lato occidentale, che era potentemente fortificato con un terrapieno, mura in blocchi ed un fossato; il resto della città era difeso da pareti costruite sul margine superiore delle forre con blocchi rettangolari di tufo, di cui ancora esistono dei resti. I resti di un tempio sono stati trovati allo Scasato, verso la zona bassa della città antica, nel 1888; altri resti di templi sono stati trovati in altri scavi.

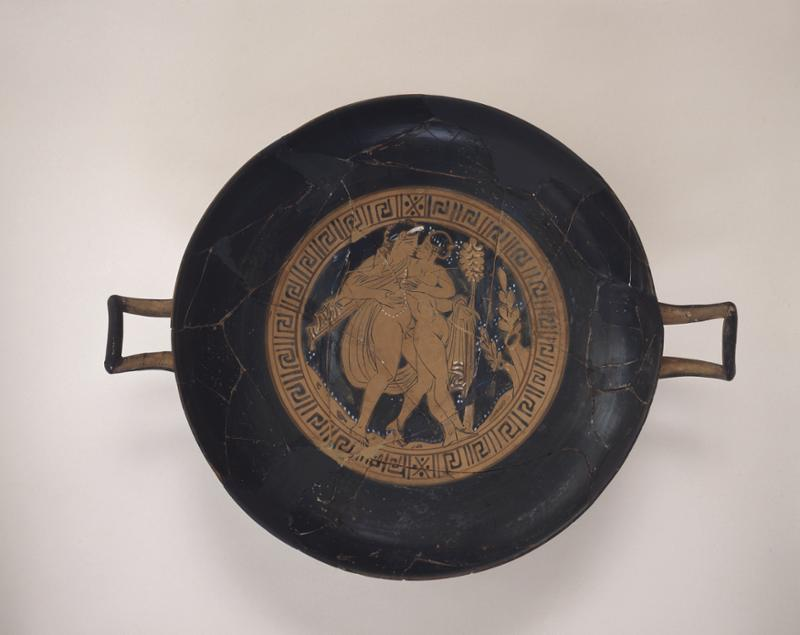
Kylix a figure rosse degli amanti 350 a.C. necropoli Coste di Manone nella valle del Tevere, Faleri Veteres, conservata al Penn Museum

L'attribuzione di uno di questi a Giunone è certa. Queste costruzioni sacro erano di legno, con fini decorazioni in lastre di terracotta colorata. La presenza dunque di un tempio dedicato a Giunone, di epoca molto antica, è comunque attestata anche da fonti documentali di epoca romana.
Numerose tombe tagliate nel tufo sono visibili da tutti i lati della città e vi sono state fatte scoperte importanti; molti oggetti provenienti sia dai templi che dalle tombe sono nel Museo di Villa Giulia a Roma. Ritrovamenti simili inoltre sono stati fatti a Calcata, una decina di km a sud, a Poggio Sommavilla-Foglia sulla direttrice della vabilta' arcaica del guado del Tevere alla foce del Treja e frontalmente alla necropoli Coste di Manone a pochi chilometri a est da Falerii Veteres nella Valle del Tevere, a Corchiano e Vignanello compresi in una ventina di chilometri a nord-ovest.
La via Flaminia non attraversava Falerii Veteres ed aveva due stazioni di posta nelle vicinanze, una ad Aquaviva, a circa 5 km a sud est ed una a Aequum Faliscum, ca. 6 km a nord-nord-est; il secondo è molto probabilmente lo stesso sito falisco che G. Dennis (Cities and Cemeteries of Etruria) identificava con Fescennium.¿

## Sito archeologico

### Falerii Veteres
I resti archeologici di Faleri Veteres si trovano nell'attuale centro storico di Civita Castellana, in localita' Scasato si trovano i resti del Tempio dello scasato, i cui reperti sono conservati al Museo nazionale etrusco di Villa Giulia, tra cui l'Apollo dello Scasato ispirato alla figura greca di Alessandro Magno e il Fegato di falerii. ll tempio dei Sassi caduti sul Rio Maggiore, il santuario di Celle, i cui resti del tempio dedicato a Giunone si trovano su un pianoro di tufo in localita' Celle a Civita Castellana, sulla direttrice viaria arcaica che collegava Falerii Veteres al Tevere lungo la valle del Treja con i centri arcaici di Poggio Sommavilla e Foglia, in epoca romana alla viabilita' tiberina e alla via Flaminia che intersecava presso la localita' detta Muro del peccato, sostruzione che permetteva di oltrepassare l'altopiano dei Carcarasi o Gargarassi in direzione Borghetto, dove ancora oggi è possibile vedere i resti della via basolata.

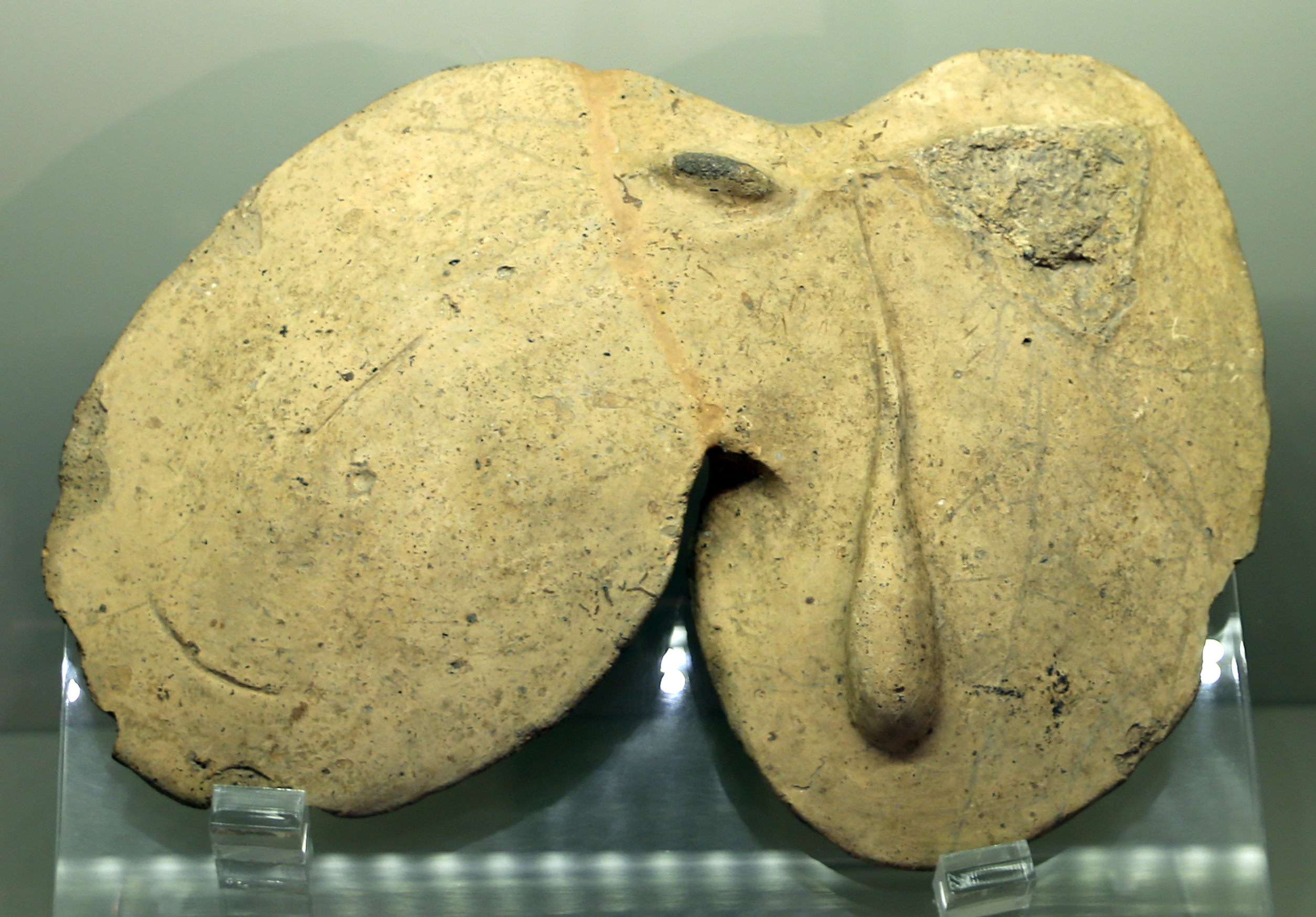
Fegato di Falerii in terracotta Tempio dello Scasato
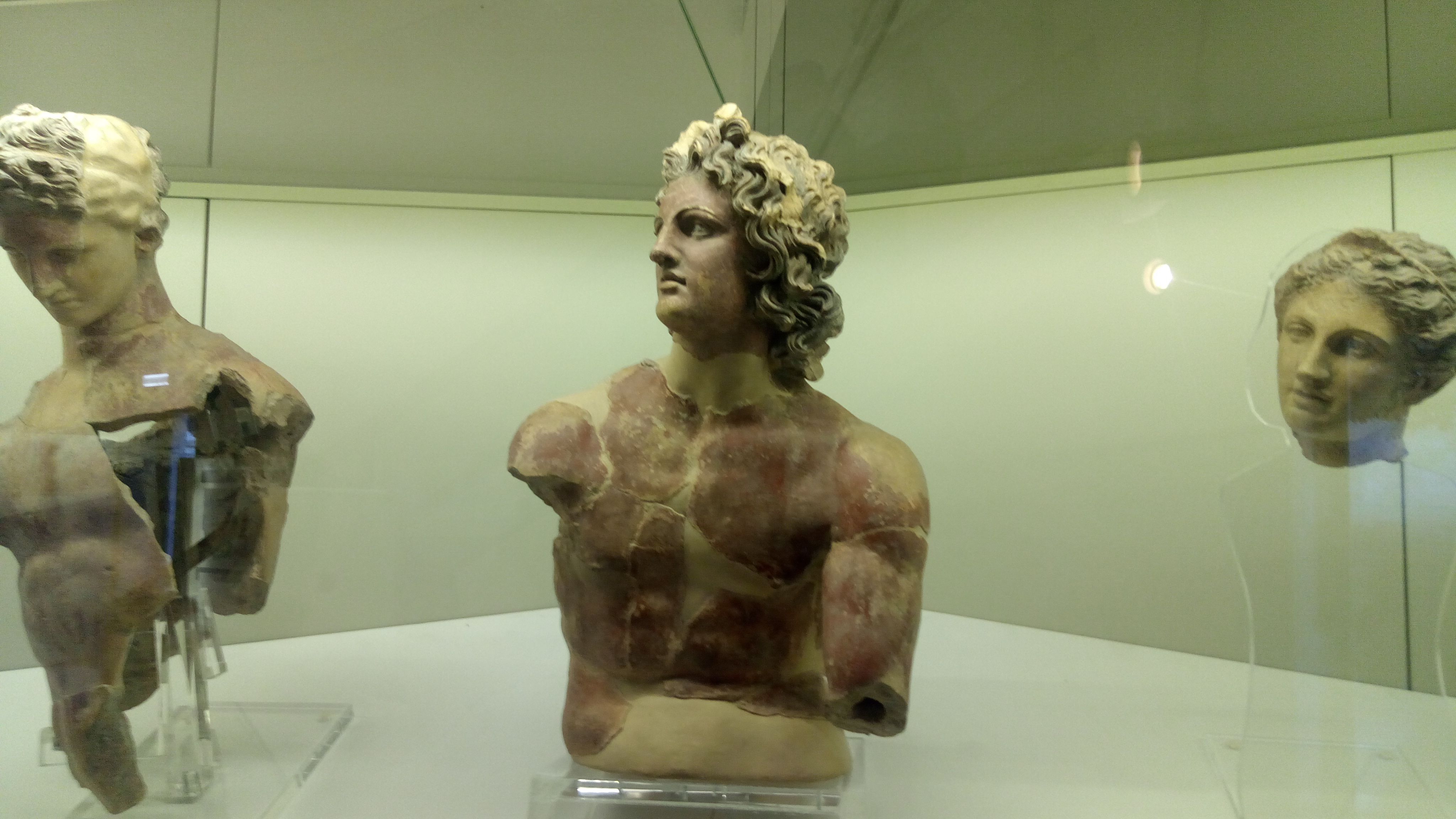
Apollo dello Scasato, 241 a.c. terracotta, Museo nazionale etrusco di Villa Giulia
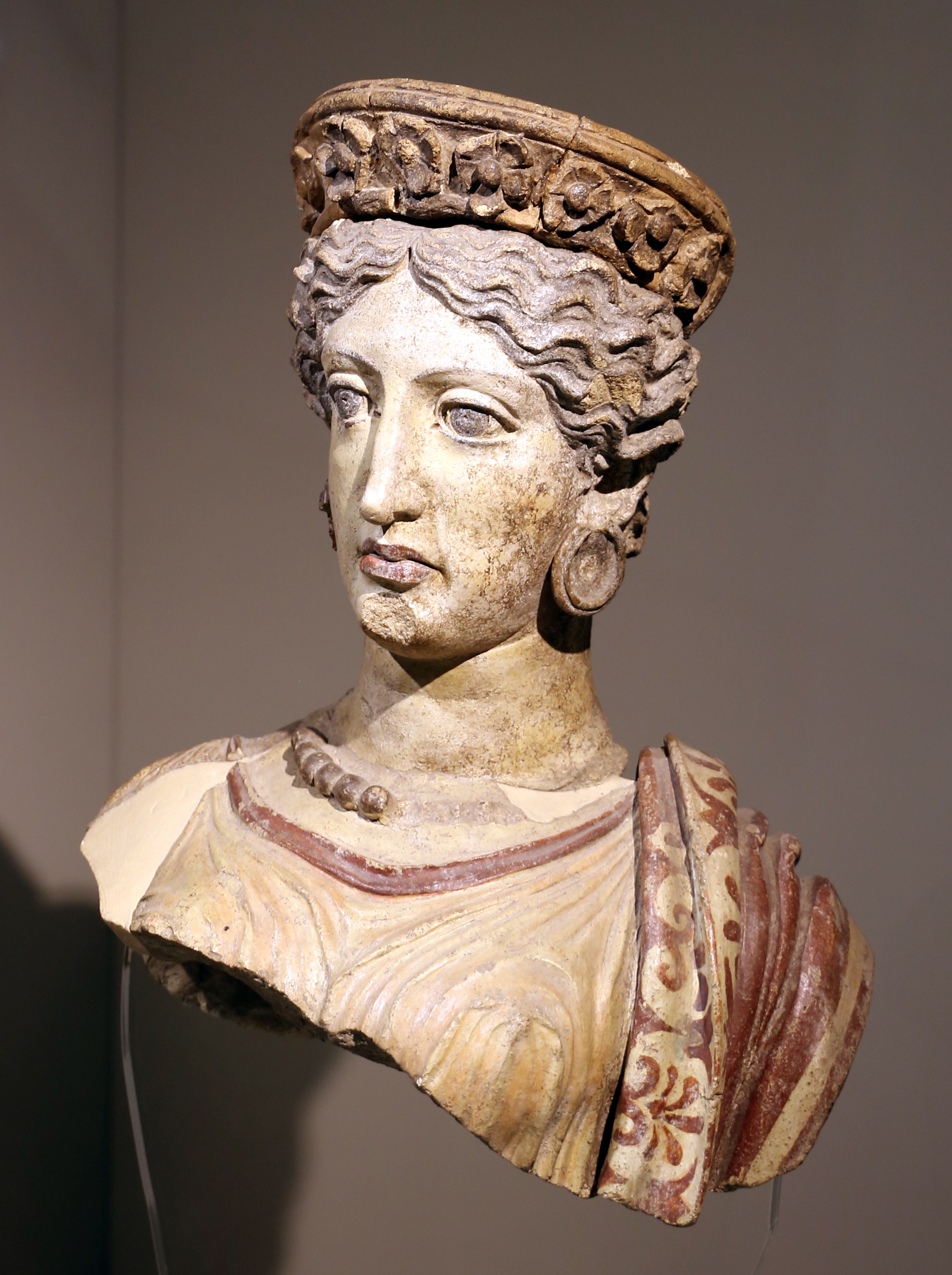
Giunone Quirite[11], 380 a.c. santuario di Celle, terracotta, Museo nazionale etrusco di Villa Giulia
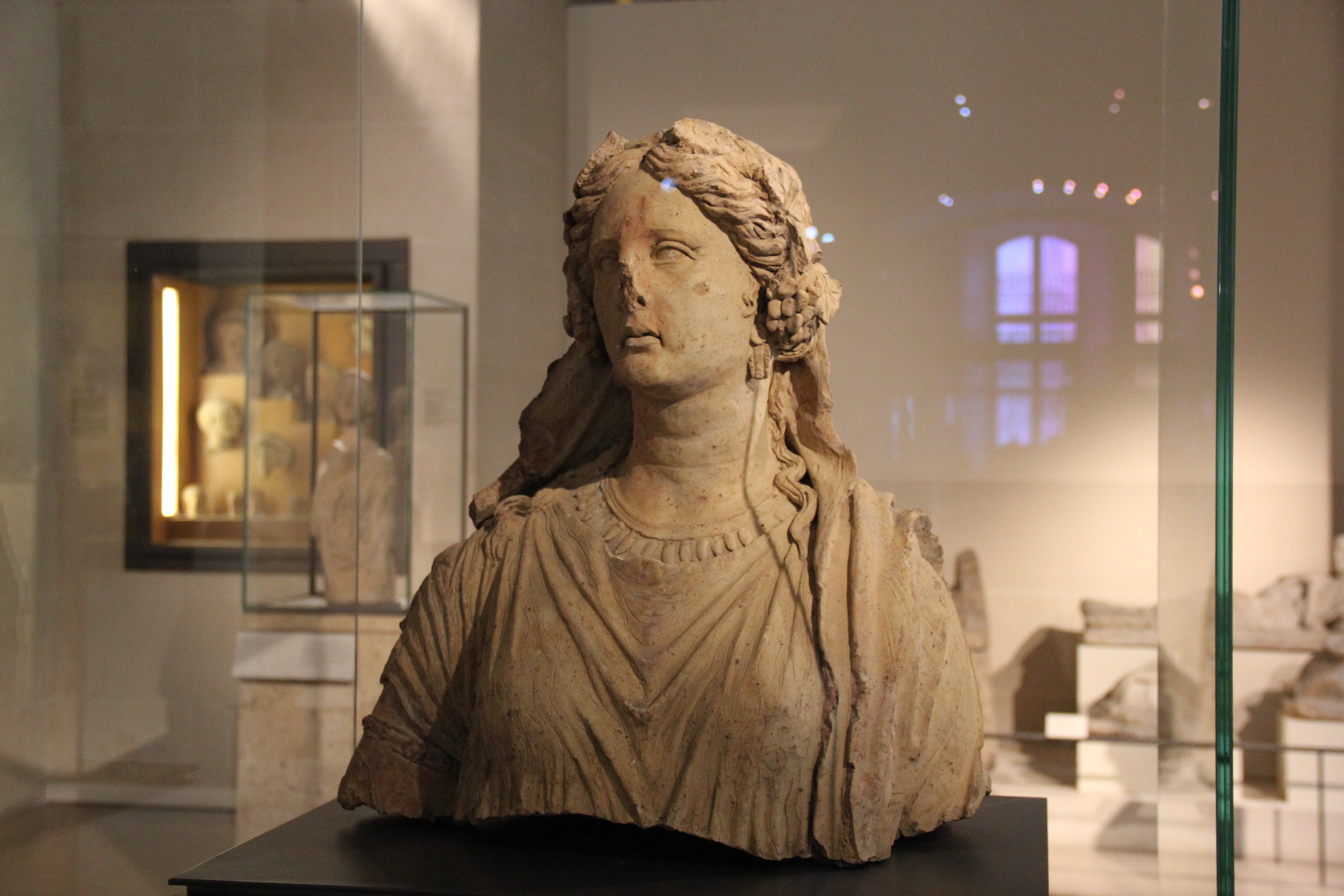
Arianna, III secolo a.C. da Falerii Veteres, terracotta, Museo del Louvre, Parigi
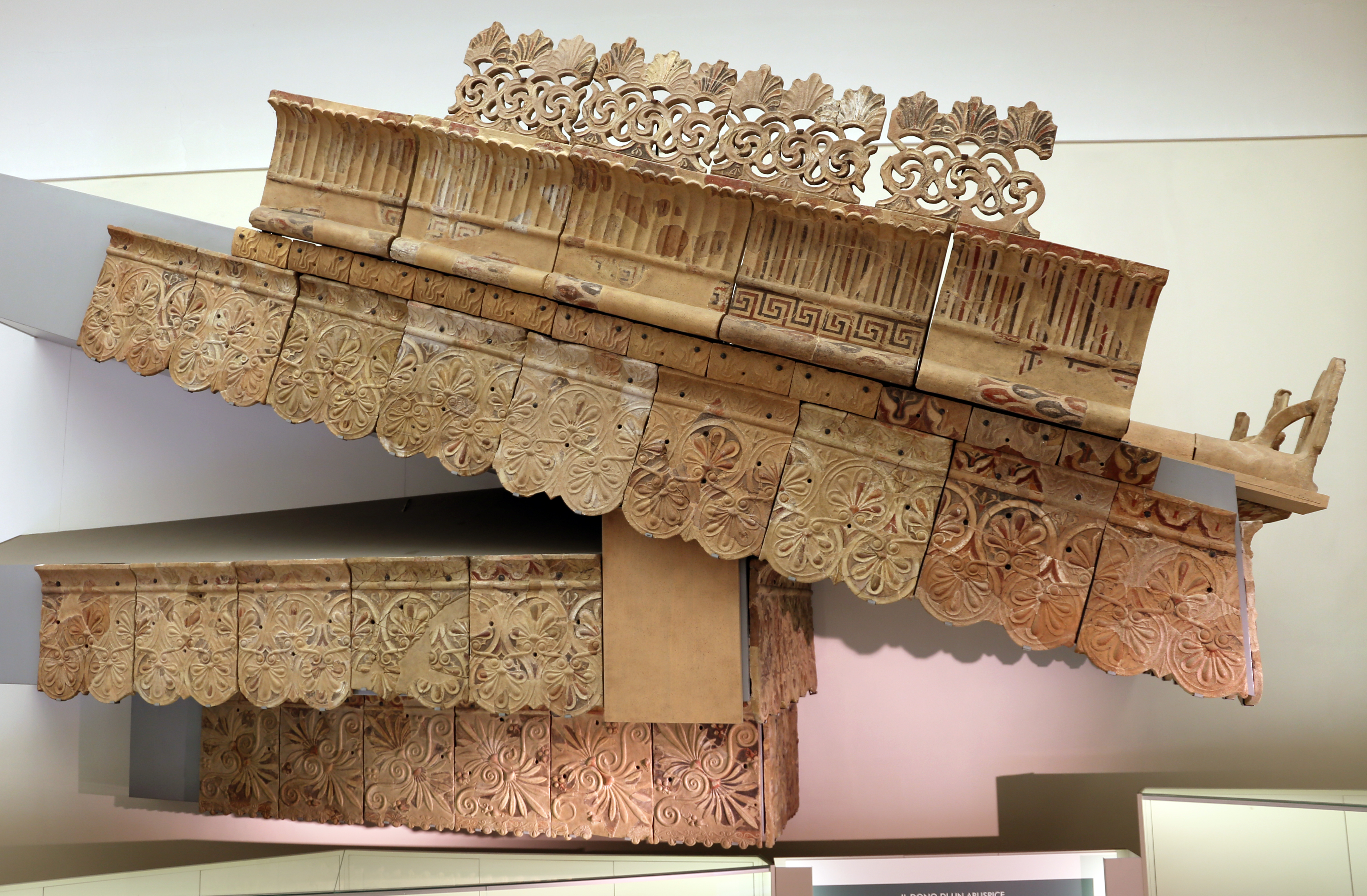
Frontone del tempio dello Scasato, Faleri Veteres, terracotta, Museo nazionale etrusco di Villa Giulia
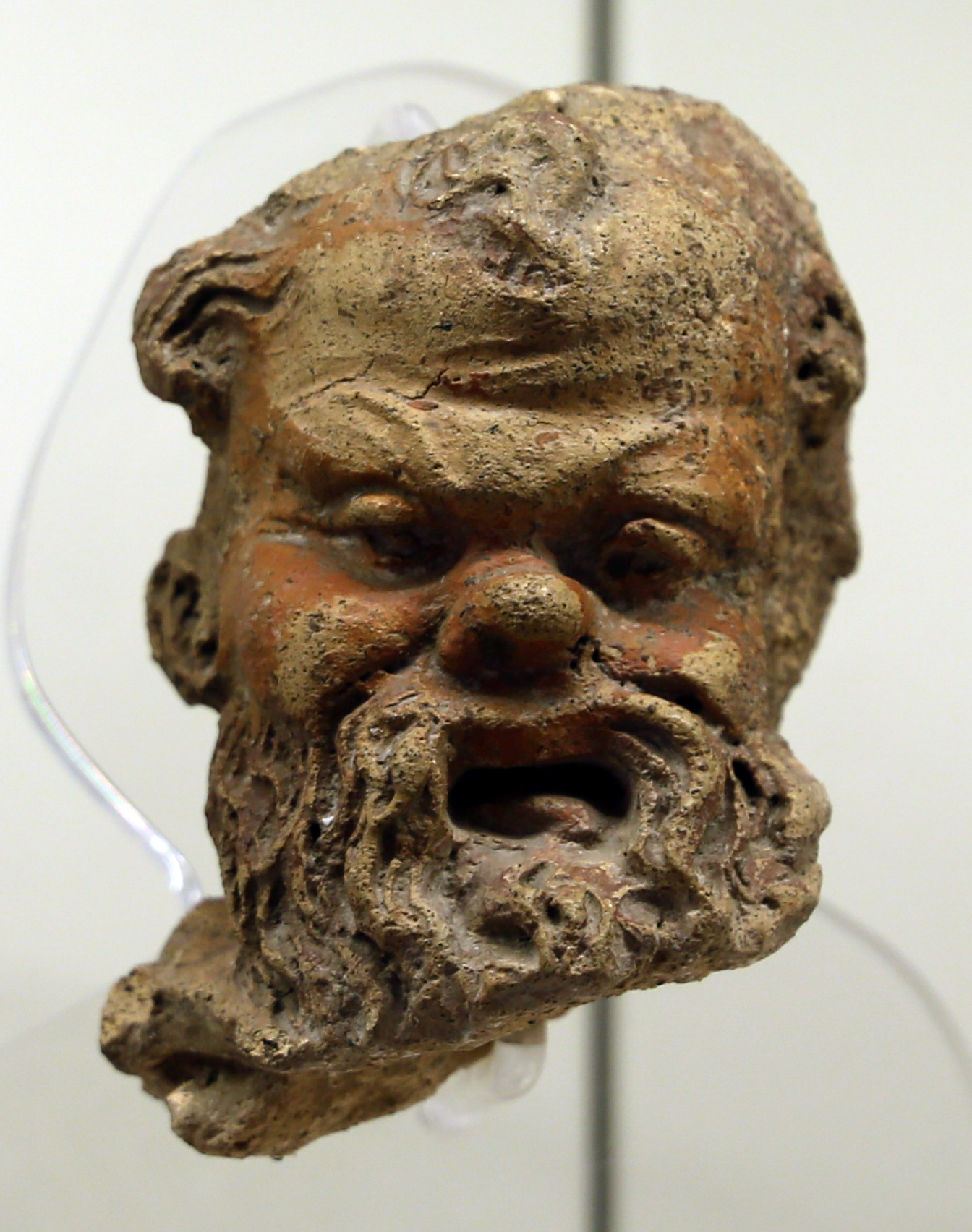
Testa di sileno, tempio dello Scasato, terracotta
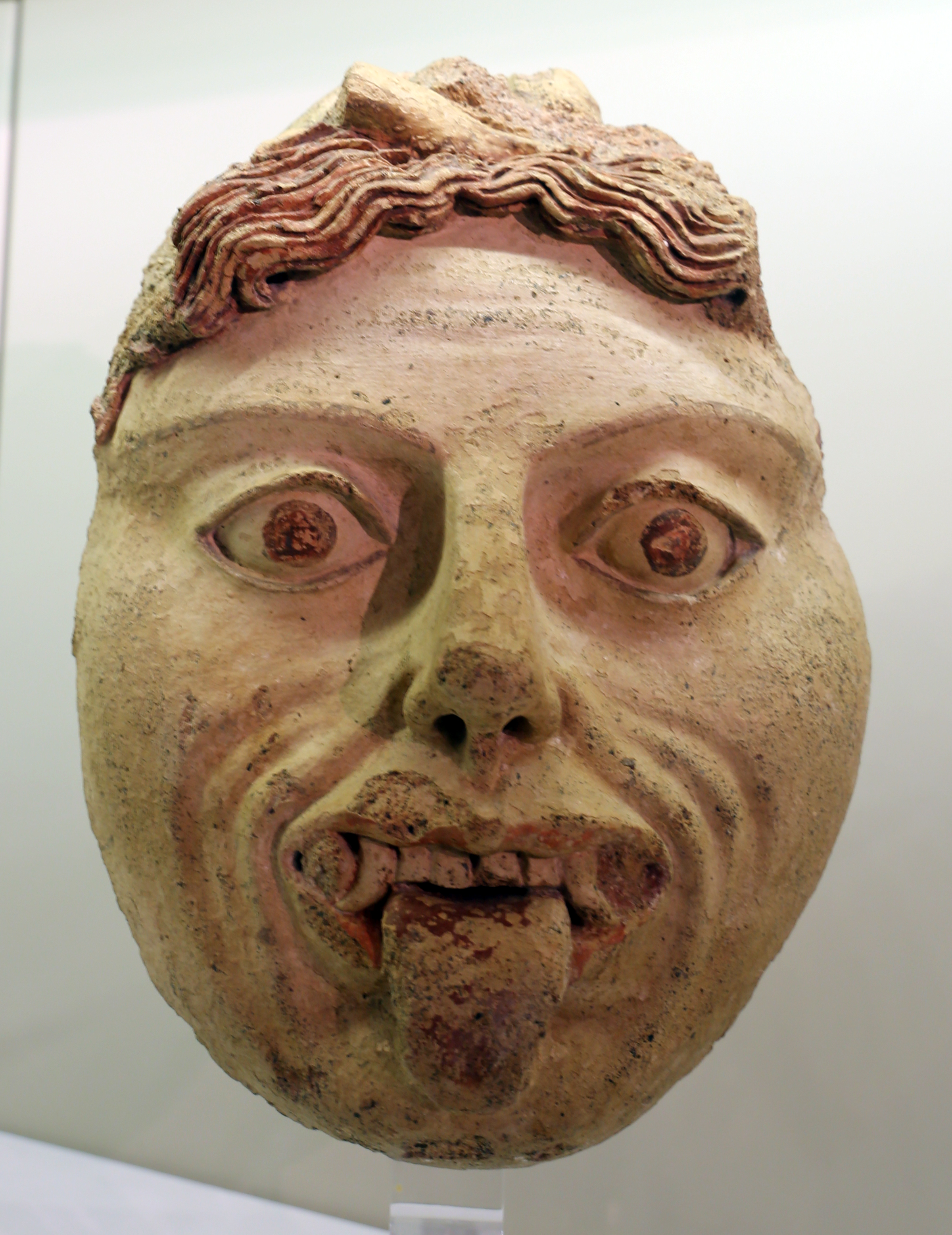
Gorgoneion, terracotta, tempio dello Scasato
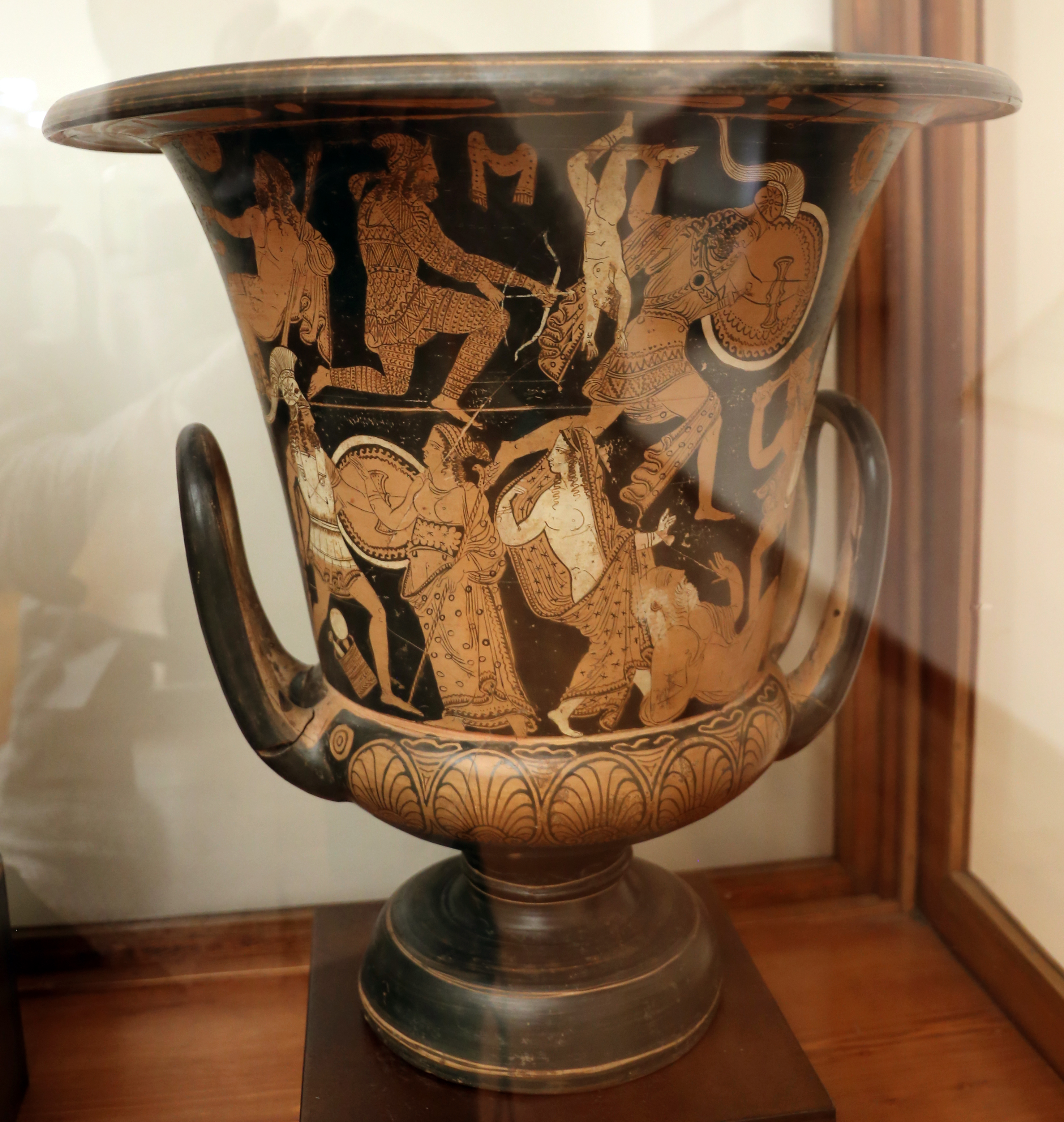
Cratere a Calice, ceramica a figure rosse attribuito al Pittore di Nazzano, scene dell'iliou persis, necropoli di Falerii Veteres 350 A.c, Museo nazionale etrusco di Villa Giulia
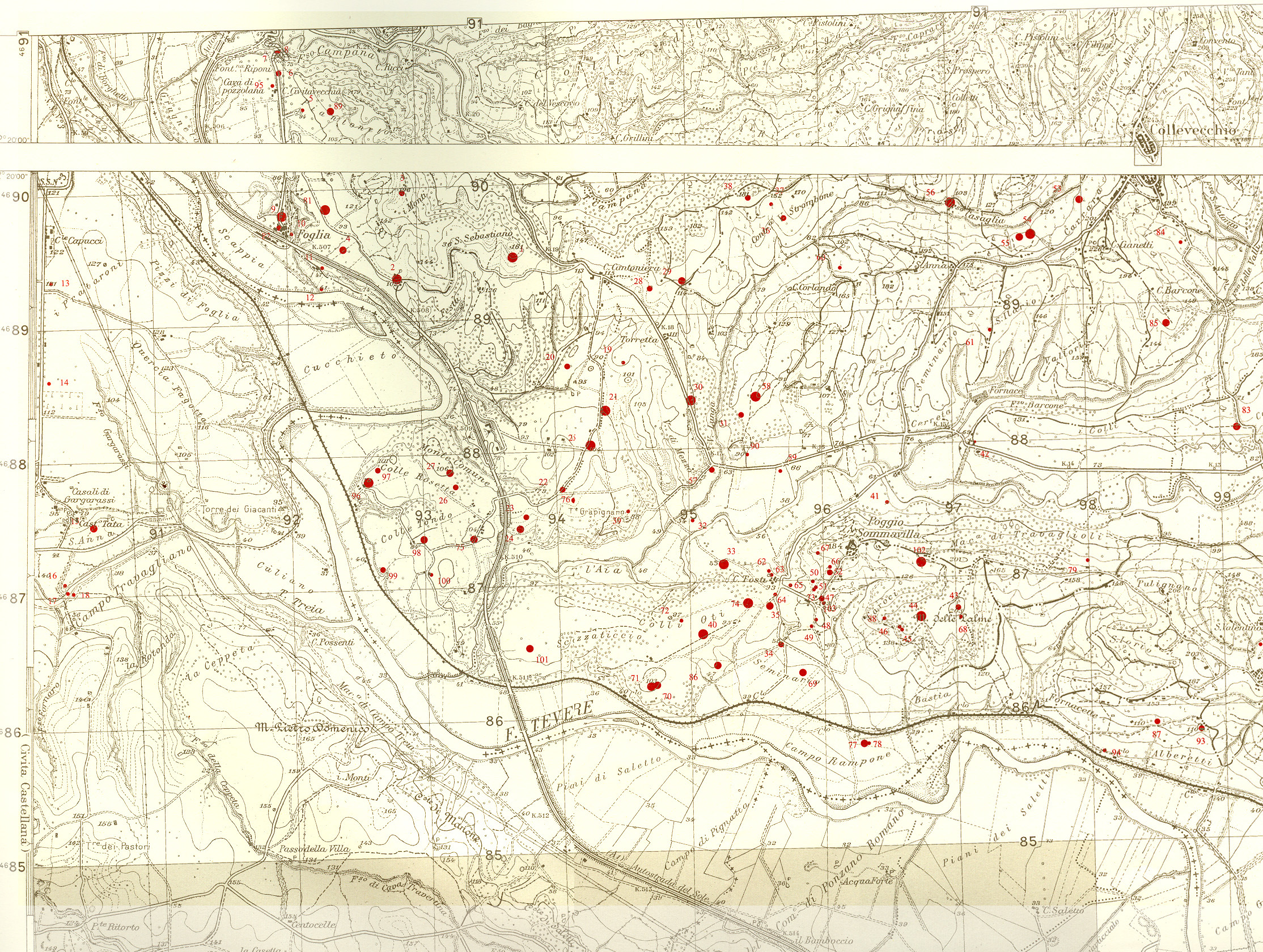
Sostruzione del Muro del Peccato[13] Passo della signora altopiano Garganassi, via Flaminia romana[14], fiume Treja, Valle del Tevere
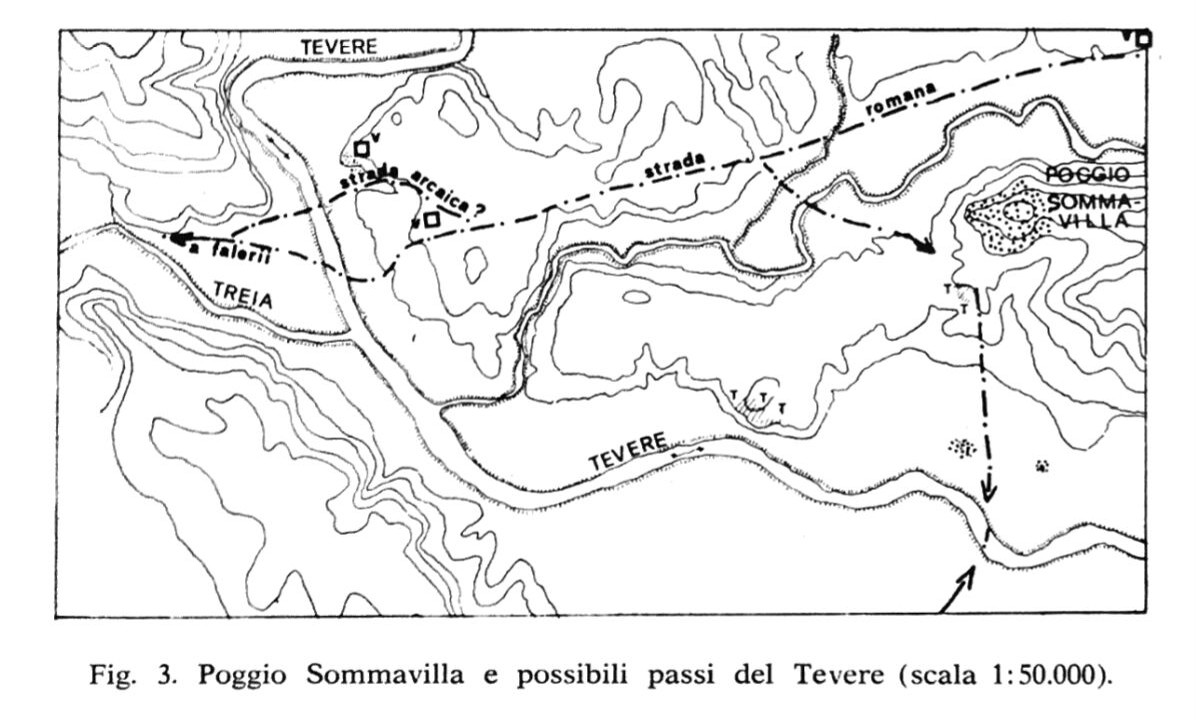
Viabilita' arcaica, foce del Treja, Valle del Tevere

### Falerii Novi
Falerii Novi è dunque una città romana, situata a Faleri frazione del comune di Fabrica di Roma a circa metà strada tra Fabrica di Roma e Civita Castellana.
Il sito archeologico di Falerii Novi è stato costruito dai romani su percorsi viabili in terra battuta di epoca arcaica falisca e repubblicana romana,  divenuta via Annia in epoca imperiale romana, oggi chiamata via Amerina, si diverticola dalla via Cassia; passando per Nepet (ora Nepi), per poi proseguire a nord incrociando Faleri Novi, per poi collegare Amelia.
Il perimetro della città era di ca. 2400 metri, la sua forma è approssimativamente triangolare e le mura sono un esemplare notevolmente fine e ben conservato di architettura militare romana. C'erano circa 80 torrette, di cui circa 50 sono ancora conservate. Inoltre due delle porte, che erano otto, sono notevoli.
Delle costruzioni all'interno delle mura appena qualche cosa è stato scavato negli anni 70, quando comunque il foro ed il teatro (come anche, fuori delle mura, l'anfiteatro con arena che misurava 55 per 33 metri) erano stati del tutto scavati nel XIX secolo.
Al'interno dei resti della città di Faleri Novi, si trova una costruzione romanica, la chiesa abbaziale cistercense di Santa Maria di Falleri, costruita saccheggiando i resti archeologici di Faleri Novi, alla fine del XII secolo per iniziativa di monaci provenienti dalla Savoia. Al portale lavorarono anche alcuni marmorari della famiglia dei "Cosmati" che realizzarono anche diverse chiese in zona. 
Indagini con georadar eseguite nel 2020 da una équipe britannica hanno rivelato con precisione i luoghi e i contorni di moltissimi edifici e monumenti, oltre che il reticolo di strade della città stessa.

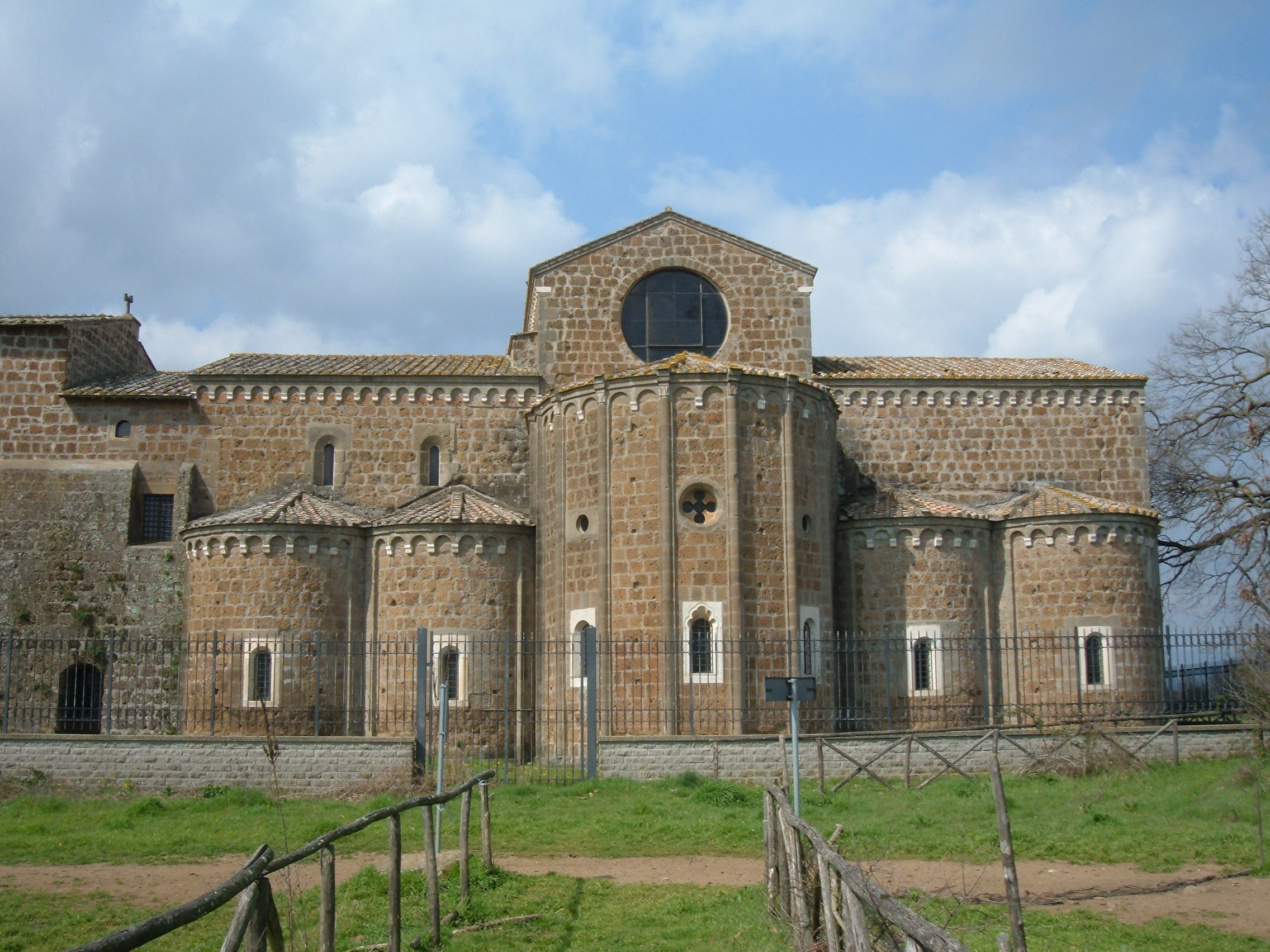
Le absidi della chiesa di Santa Maria di Falleri
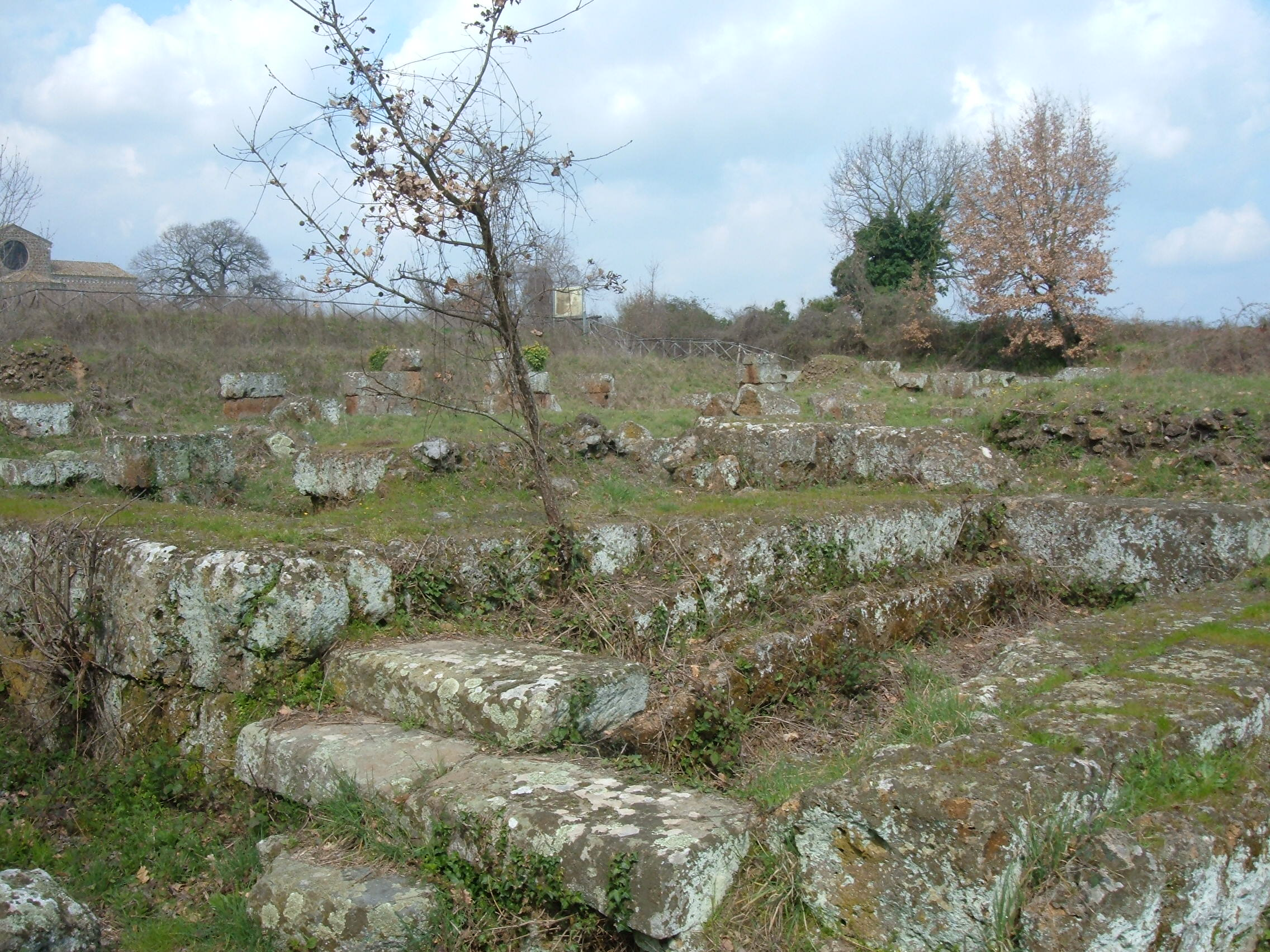
Resti del Foro di Falerii Novi
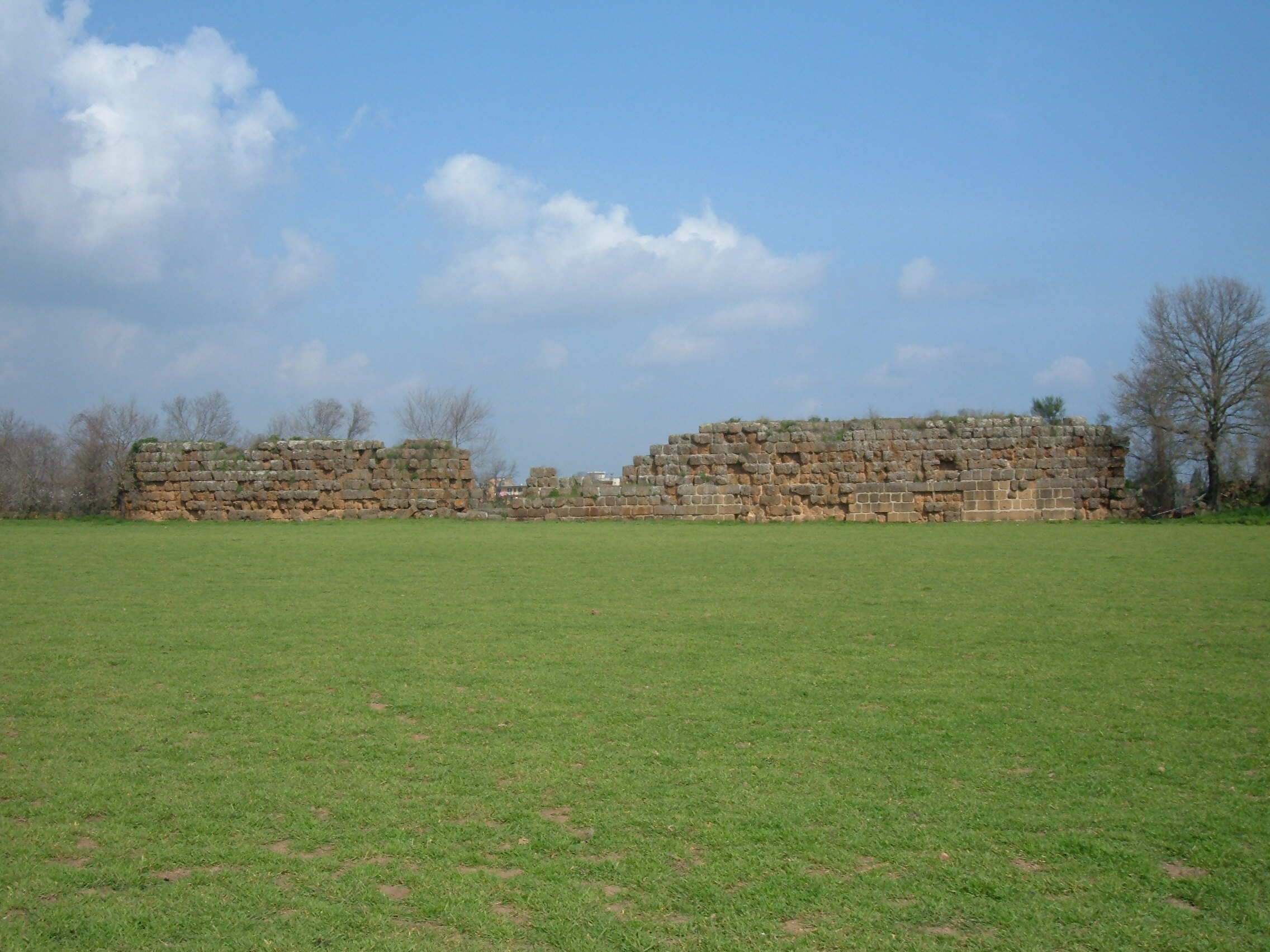
Resti delle mura di Falerii Novi
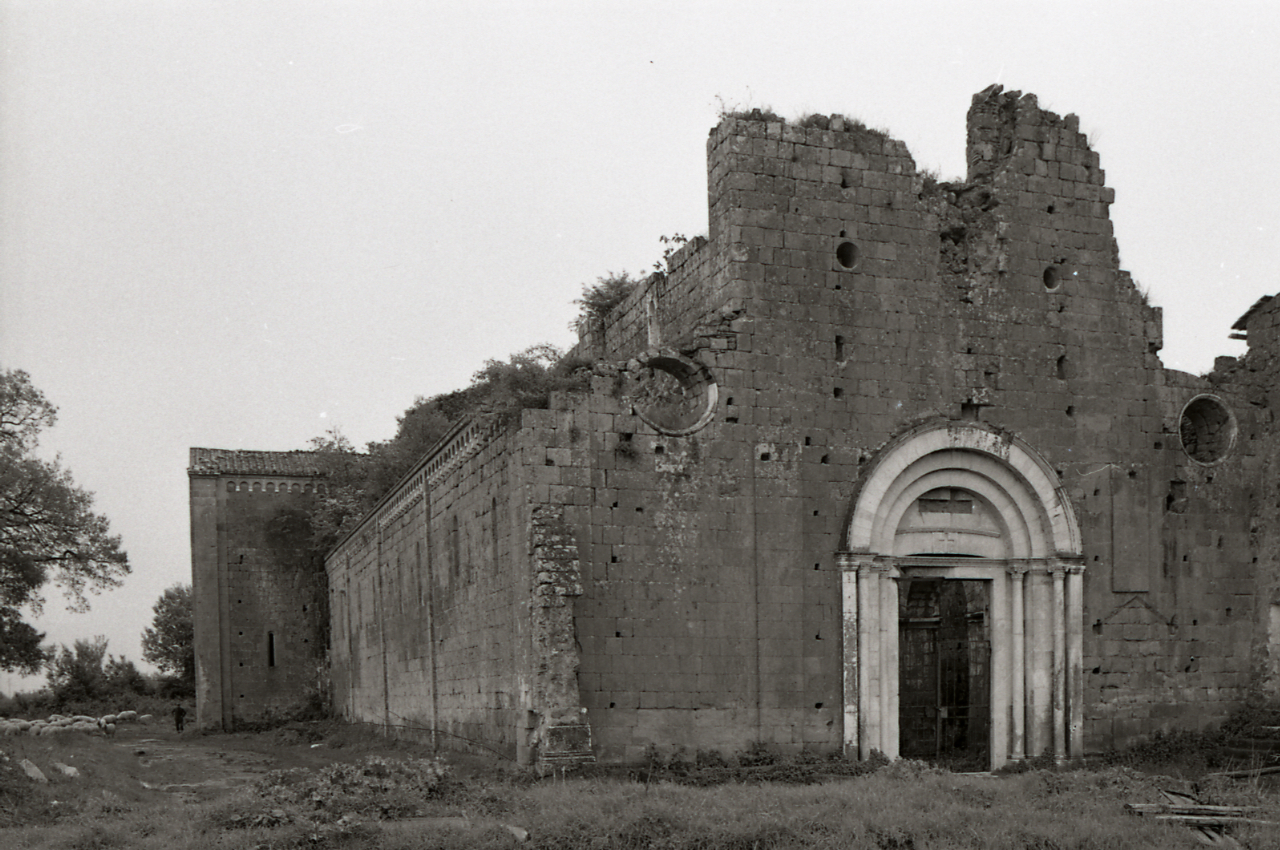
Le rovine della chiesa di Santa Maria di Falleri, per come si presentavano nel 1972 prima del restauro, in una foto di Paolo Monti.

## Viabilità antica
La via Annia, ritenuta dagli studiosi una strada vicinale del territorio falisco, abbiamo testimonianza a nord di Roma, presso Civita Castellana, da due iscrizioni, forse provenienti entrambe da Falerii Novi, i cui ruderi sono stati saccheggiati per secoli. La prima, di età augustea, ricorda che quattro Magistri Augustales una viam Augustam ab Via Annia extra portam ad Cereris silice sternendam curarunt pecunia sua pro ludis. La seconda, trasportata probabilmente da Falerii Novi a Campagnano, dove la vide Ciriaco d’Ancona, attesta analogamente una viam Augustam a porta Cimina usque ad Anniam. I lavori sono dunque relativi ad una via processionale di importanza locale della colonia Iunonia Falisca a partire dall’asse viario centrale costituito dalla via Annia; la nuova arteria era stata denominata Augusta, forse perché vi si svolgevano le feste organizzate dagli Augustali in onore di Augusto. Sembra trattarsi della strada principale che attraversava l’abitato da ovest ad est, dalla porta occidentale o Cimina (ne esce una strada diretta verso il Mons Ciminius) alla porta orientale diretta ai santuari presso l’abitato distrutto di Falerii Veteres (Civita Castellana). Era pertanto ortogonale alla via Annia, che fu assunta come punto di partenza una volta per la sistemazione della metà est e una volta della metà ovest di questa via Augusta. A quest’ultima via Annia debbono riferirsi diversi documenti epigrafici relativi ai curatores viae Anniae, in quanto questa viene inserita in un fascio di strade dirette a nord di Roma e che venivano gestite normalmente in blocco.

## Infrastrutture e trasporti
Il sito archeologico di Faleri Novi è situato nelle immediate adiacenze della stazione di Faleri, sulla ferrovia Roma-Civita Castellana-Viterbo.